# 動力航空405號班機事故
動力航空405號班機事故是一架由劳德代尔堡-好莱坞国际机场飛往迈克蒂亚西蒙·玻利瓦尔国际机场的國際定期航班，該班機在當地時間2015年10月29日在準備離開的滑行時引擎起火。

## 事件經過
405航班在劳德代尔堡-好莱坞国际机场的起飛之前的滑行時引擎起火。根據在405航班後一架起飛的班機表示飛機在引擎起火之前疑似有燃料洩漏的情況發生。 所有乘客和機組員皆成功疏散。15名受傷的乘客被送往當地的醫院救治，機場的兩個跑道皆關閉。南跑道在當地時間下午3點20分重新開啟。

## 涉事飛機
涉事班機(c/n 23280)為一架註冊編號為N251MY的波音767。該班機為第131架波音767，1986年1月30日首航，在約7個星期之後交予科威特航空。當此航空為科威特航空擁有時，曾被租給埃及航空、卡塔尔航空和玻里尼西亞航空。
1995年，科威特航空將該飛機出售給伯根航空，隨後伯根航空再租給Alas Nicionales航空和LATAM智利航空。在伯根航空因為伯根航空301號班機空難終止營運之後，加蓬航空取得了該飛機直到1999年被第一保全公司（現為富国银行集团之一部分）收購為止。飛機之後被閒置了5年，直到Phoenix Aviation（之後變成AVE.com）於2004年從富國銀行集團購買了該班機。同時班機也在2004年初被出租給卡姆航空。
現在的持有者KMW在2006年6月時從AVE.com取得了該飛機。儘管機齡已達30年，但該飛機只飛了29970小時，9937次航班。在被租給動力航空時，該班機就先被閒置了29個月。動力航空在該班機在6周內直到起火之前僅只有240小時之飛行紀錄。

## 調查
國家運輸安全委員會立即開始調查。 2015年11月3日，委員會在正在進行的調查上更新了一次調查進度，表明他們發現機翼與機身的燃油管線的在左引擎的後和上方的支撐脫落。還有，左機翼、左引擎整流罩和左機身中段有發現熱損傷的情況。火沒有燒過機身。同時，該報告也譴責部分乘客在混亂中拿取了自己的行李。

## 註解
1. ↑  該班機是一架波音767-200ER的機型，波音公司會為每個訂購飛機的客戶分配一個獨特的客戶代碼，正如文章中提到的，該機原始訂購客戶是科威特航空，而其客戶代碼為-69，因此該機型號為767-269ER。

## 來源
1. 1 2 3 4  . NBC Miami. 2015-10-29  [2015-10-29]. （原始内容存档于2018-09-01）.
2. ↑  .   [2015-11-05]. （原始内容存档于2015-11-01） （美国英语）.
3. ↑  .   [2015-11-05]. （原始内容存档于2020-10-23）.